# Joaquim Fort de Ribot
Joaquim Fort de Ribot (Figueres, 4 de novembre del 1924 - 24 d'octubre del 2005), va ser un fotògraf altempordanès del segle xx que va col·laborar amb Alexandre Deulofeu en la recerca sobre el romànic.

## Biografia
Hereu d'una llarga nissaga de propietaris rurals i fill de Josep Fort Darnaculleta i Carme de Ribot Olivas. Quan va esclatar la Guerra Civil Espanyola Joaquim Fort tenia 11 anys i els seu pare estava al càrrec de la família, a causa de la mort prematura de la seva esposa. En veure que la ciutat era perillosa i que en els pobles es podia sobreviure millor, la família es va traslladar a Borrassà, a la casa pairal, on encara es conserva l'habitatge i la seva col·lecció de càmeres fotogràfiques.
Després de la guerra, Joaquim Fort de Ribot no va continuar els estudis que havien quedat interromputs durant la guerra, però va començar a desenvolupar aficions: va estudiar dibuix i pintura amb Ramon Reig i, allà va conèixer Evarist Vallès.
Va ser una figura polifacètica i rellevant de la burgesia de l'Alt Empordà. Va ser contemporani i es va relacionar amb Salvador Dalí, Carles Fages de Climent o Alexandre Deulofeu. També va desenvolupar la seva afició per la música, afició que el va portar a formar l'Associació de Música de Figueres (1952-1965). Però va ser la fotografia, l'àmbit que el va captivar i que va anar desenvolupant la resta de la seva vida.
L'any 1971 va ser cofundador de la nova seu del Museu de l'Empordà juntament amb Evarist Vallès, que n'assumí la direcció, i Josep Maria Joan. un any més tard, Joaquim Fort dimití del càrrec.
Va morir a Figueres l'any 2005.

## Obra

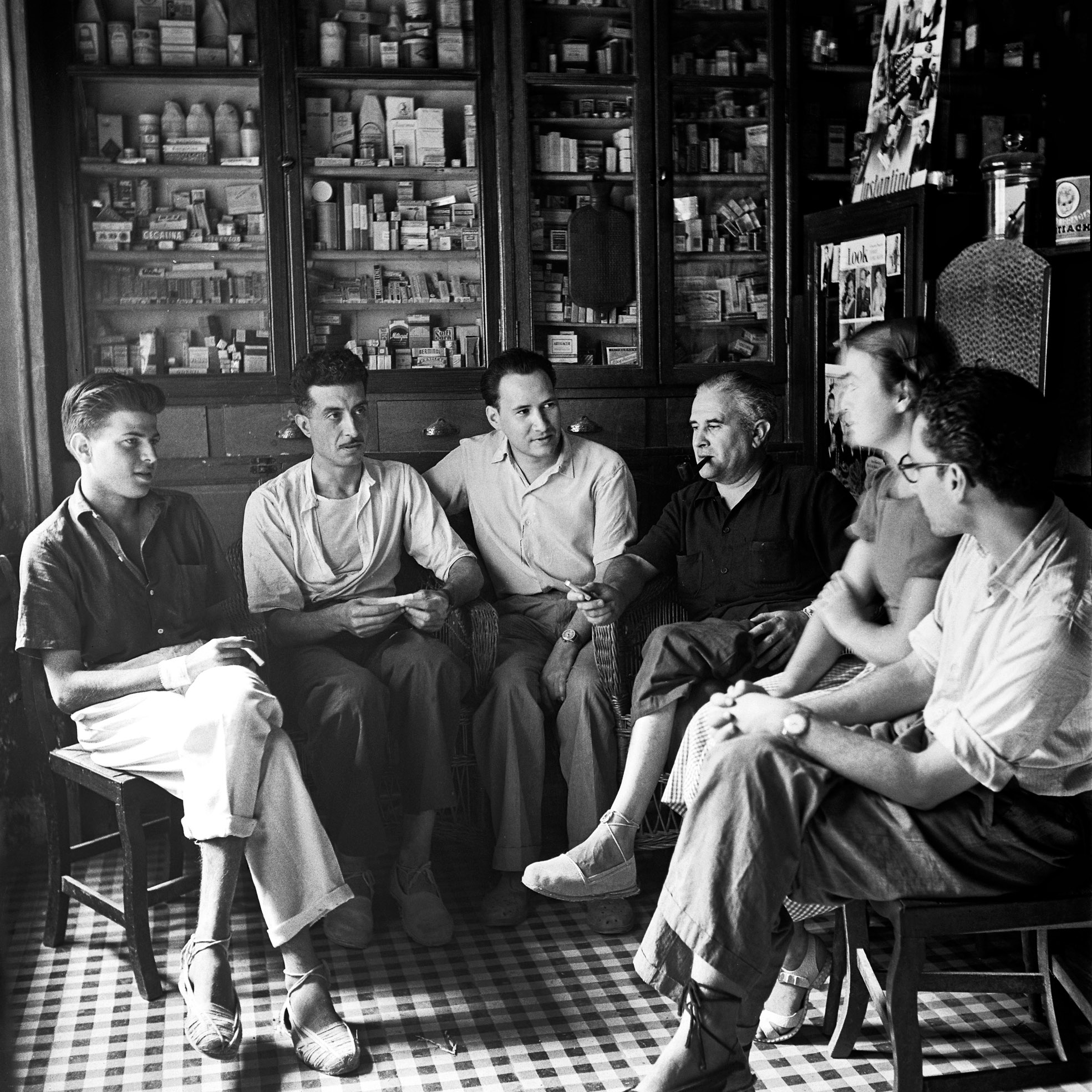
Tertúlia a la farmàcia de Borrassà. Fotografia de Joaquim Fort de Ribot

Joaquim Fort de Ribot es podria definir com un artista polifacètic. Amant de la música i la pintura, entre d'altres, va sobresortir en la seva vessant fotogràfica, deixant un llegat de més de 1500 negatius en blanc i negre i diapositives tot i que la seva col·lecció va arribar a més de cinc mil fotografies i dues-centes càmeres.

Sentia un gran afecta pel món rural i, durant els anys seixanta i setanta, va retratar l'Empordà dels pobles i els masos o de la vida quotidiana, entre d'altres. L'amistat, la tertúlia i la vida tranquil·la de l'ambient rural van ser captat pel seu objectiu amb una gran sensibilitat. Tal com ens mostra en diverses fotografies seves, era un gran amant de la tertúlia. Aquesta pràctica es solia dur a terme a les rebotigues, un concepte associat al temps i que Joaquim Fort va saber plasmar molt bé en la seva obra. Fort, tenia una gran curiositat intel·lectual i això el va convertir en un gran admirador de la tertúlia i la conversa de rebotiga. Era habitual trobar-lo a la tertúlia de la farmàcia Deulofeu o a l'estudi fotogràfic de Melitó Casals Meli. Tot i així, Joaquim Fort de Ribot va destacar sempre per la seva discreció i solia intervenir poc en les converses. Segons ens diu el Josep Algans en una entrevista: "Fort intentava reforçar una veritat incontestable sobre una causa aparentment perduda".

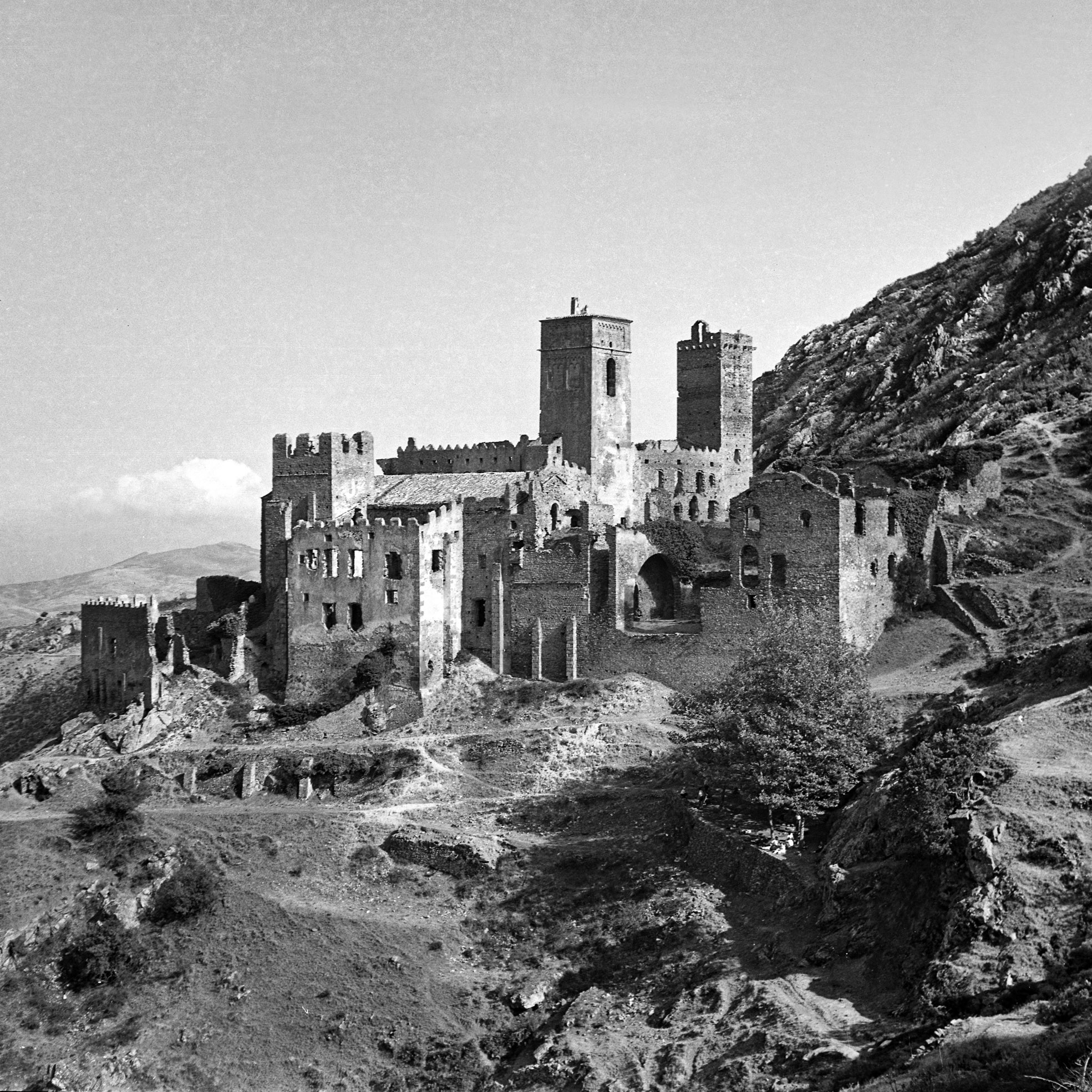
Sant Pere de Rodes fotografiat per Joaquim Fort de Ribot.

Company inseparable d'Alexandre Deulofeu van recórrer l'Empordà i el Rosselló per elaborar la tesi sobre l'origen del romànic en aquestes terres. Fruit d'això, són les obres L'Empordà, bressol de l'art romànic, L'Empordà - Rosselló, bressol de l'escultura romànica o Sant Pere de Roda, la seva importància, història i art. Aquí podem tornar a apreciar la discreció del fotògraf, ja que, en molts dels llibres publicats, només hi surt el nom de Deulofeu, tot i que les fotografies i part de la investigació siguin de Joaquim Fort.
Relacionat amb el mateix tema va pronuncia diverses conferències que va il·lustrar amb les seves fotografies. El mateix Alexandre Deulofeu ho recull a les seves memòries. Anys més tard, Fort va tornar a emprendre un viatge d'investigació per Espanya, juntament amb Deulofeu i el mossèn Frederic Tapiola, per completar el projecte de demostrar l'origen empordanès-rossellonès de l'Art Romànic.
La seva obra fotogràfics engloba diversos àmbits com el retrat, els bodegons, el paisatge empordanès, l'etnografia i el dolce far niente del seu context socials immediat.
L'any 2007, la família de Fort va firmar un conveni de col·laboració amb el Col·legi d'Arquitectes de Catalunya per tal que aquest catalogués, estudiés i difongués el fons fotogràfic de Fort. Tal com va dir en aquell moment el delegat del Col·legi, Jaume Torrent: "les imatges tenen un gran valor, ja sigui per la seva alta qualitat fotogràfica com per la informació que contenen, ja que moltes d'elles mostren detalls dels monuments que ja no existeixen en l'actualitat a causa de les rehabilitacions posteriors".
Deu anys després, el Museu de l'Empordà li va retre homenatge amb una exposició del fons fotogràfic. L'exposició portava per nom Fort, el temps no importa. Aquesta mateixa exposició es va inaugurar a Vilabertran el 26 de gener del 2018.